# NGC 4886
NGC 4886 est une galaxie elliptique située dans la constellation de la Chevelure de Bérénice. Sa vitesse par rapport au fond diffus cosmologique est de 6 639 ± 19 km/s, ce qui correspond à une distance de Hubble de 97,9 ± 6,9 Mpc (∼319 millions d'al). NGC 4886 a été découverte par l'astronome prussien Heinrich Louis d'Arrest en 1864. Cette galaxie a aussi été observée par d'Arrest l'année suivante le 22 avril et il ne s'est pas rendu compte qu'il l'avait déjà observée. Cette observation a été inscrite au catalogue NGC sous la cote NGC 4882.

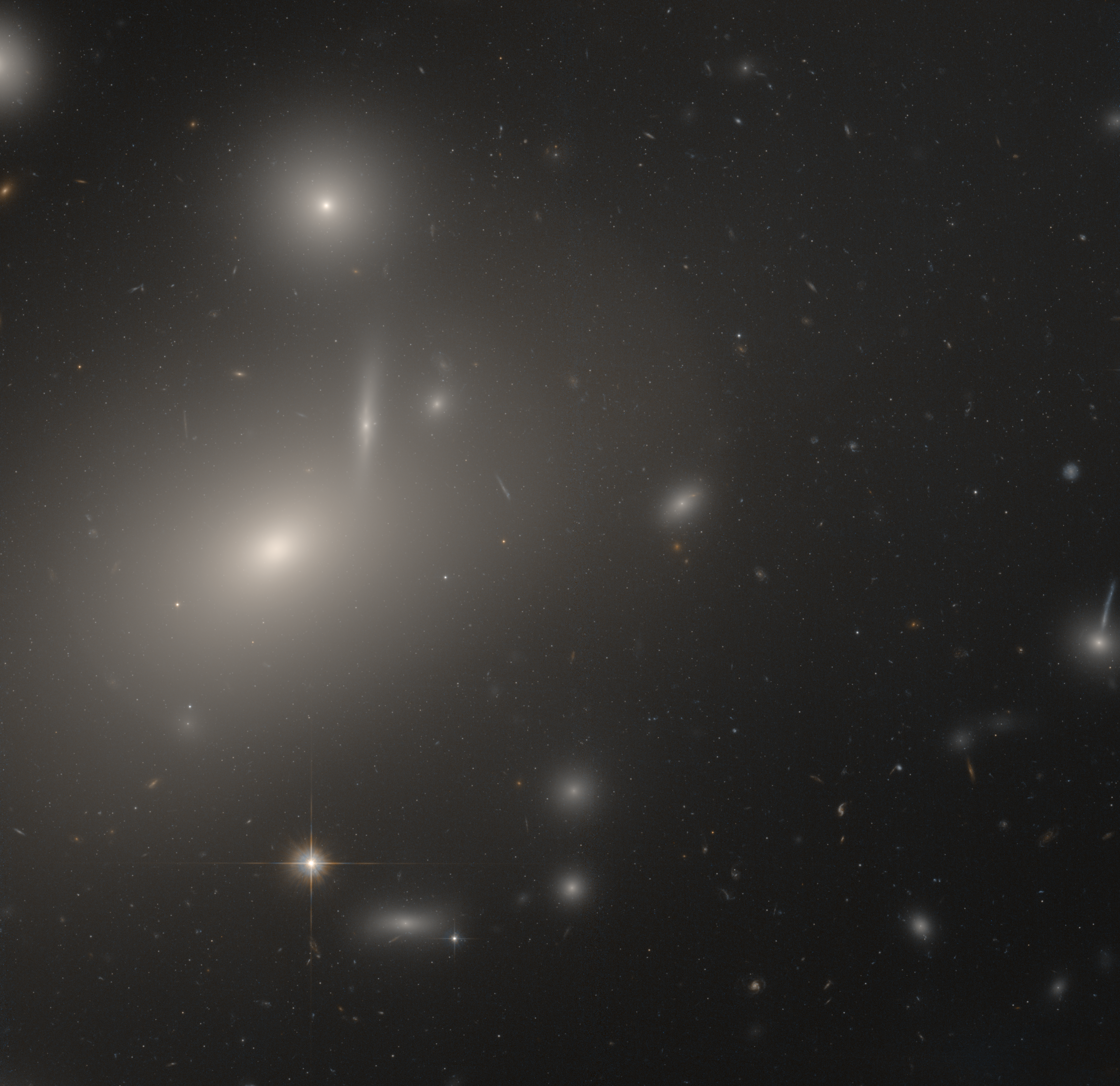
NGC 4886 par le télescope spatial Hubble. NGC est la petite galaxie au haut de l'image au-dessus de la galaxie vue par la tranche qui pointe vers la plus grosse galaxie NGC 4889 au milieu de l'image.

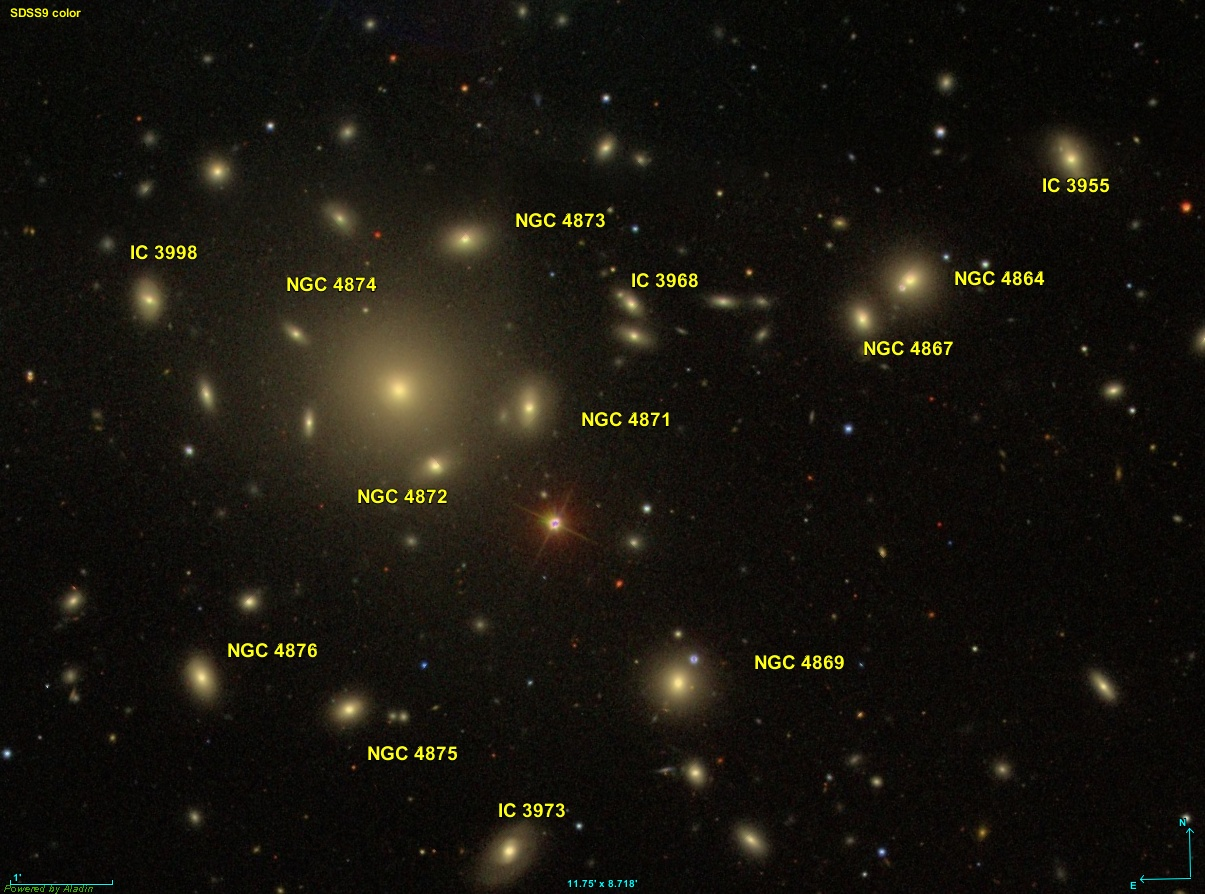
De nombreuses galaxies se trouvent dans la même région de la sphère céleste que NGC 4886, mais selon les sources consultées peu d'entre elles font partie d'un groupe de galaxies. Elles sont cependant à l'intérieur de l'amas de la Chevelure de Bérénice.

à ce jour, une dizaine de mesures non basées sur le décalage vers le rouge (redshift) donnent une distance de 100,290 ± 24,214 Mpc (∼327 millions d'al), ce qui est à l'intérieur des valeurs de la distance de Hubble.
La désignation DRCG 27-151 est utilisée par Wolfgang Steinicke pour indiquer que cette galaxie figure au catalogue des amas galactiques d'Alan Dressler. Les nombres 27 et 151 indiquent respectivement que c'est le 27e amas de la liste, soit Abell 1656 (l'amas de la Chevelure de Bérénice), et la 151e galaxie de cet amas. Cette même galaxie est aussi désignée par ABELL 1656:[D80] 151 par la base de données NASA/IPAC, ce qui est équivalent. Dressler indique que NGC 4886 est une galaxie elliptique de type E.